# Dino Campana
Dino Campana, född den 20 augusti 1885 i Marradi, Italien, död den 1 mars 1932 i Scandicci, Italien, var en italiensk visionär poet. Hans berömmelse vilar på hans enda publiceerade bok med poesi, Canti orfici (”Orfiska sånger”), samt hans vilda och nyckfulla personlighet.

## Biografi
Född i närheten av Faenza i norra Italien, tillbringade han en lycklig barndom, trots föräldrarnas karaktär. Hans far, som var den lokala skolans rektor, var svag och neurotisk och hans mor, med rötter i en förmögen familj, var excentrisk och drabbad av tvångstankar och psykisk sjukdom.
År 1900, vid ungefär 15 års ålder, fick Compana diagnos på de första symptomen på nervösa störningar och fick medicinering på ett mentalsjukhus för dessa, vilket dock inte hindrade honom från att fullfölja sin skolgång. Han avslutade sin grundutbildning vid College of Salesiani di Faenza.
Han fortsatte sedan sina studier dels vid Liceo Torricelli i samma stad och dels i Carmagnola, på en annan högskola, där fick sitt liceo certifikat. År 1903 skrev han in sig på kemiska fakulteten vid universitetet i Bologna, för att senare fortsätta till fakulteten för farmaceutisk kemi vid universitetet i Florens. 
Han lyckades emellertid inte fullfölja sina universitetsstudier och hade svårt att hitta sin sanna kallelse. Denna kunde han bara känna genom att skriva poesi, och det var dit han vände sig mellan sina perioder av mani och depression.

### Resorna
Campana hade en okuvlig lust att fly och ägna sig åt vagabondliv, vilket han kunde göra med hjälp av tillfälliga arbeten. Hans familj och samhället tolkade detta som tecken på galenskap och han skickades till metalsjukhus vid 21 års ålder.
Under sommaren 1906 gjorde Campana en första resa till Schweiz och Frankrike vilket slutade med att han greps i Bardonecchia och blev intagen i Imola. År 1907 sände hans föräldrar honom, uppgivna över hans galenskap, för att stanna hos en italiensk familj i Latinamerika, vilket Campana accepterade av rädsla för att tvingas tillbaka till mentalsjukhus. 
Det råder stor osäkerhet om Campanas resor i Amerika, men mest troligt är att han for från Genua hösten 1907 och rörde sig i Argentina fram till våren 1909, då han återvände till Marradi och greps på nytt.
Efter en kort tid i San Salvi i Florens, reste han till Belgien men arresterades på nytt i Bryssel och internerades i en ”maison de Santé” i Tournai i början av 1910.

### Canti Orfici
Boken Canti Orfici tillkom i sin ursprungliga form under åren 1906 – 13 och publicerades, efter att manuskriptet gått förlorat och sedan skrivits om ur minnet, i en första upplaga på 500 exemplar. Av dessa såldes 44 på abonnemang och resten försökte Campana själv att sälja på kaféer i Florens.
Bokan beskriver en självbiografisk resa från Marradi till Bologna, Genua, Argentina och tillbaka till Genua. Parallellt med den fysiska resan sker en andlig och mystisk resa som utförs av Campana Den längsta dagen i Genua (il più Lungo Giorno di Genova) – hans uppfattning om evigt ögonblick (il Eterno Presente) utanför den normala rumtiden där allt och överallt finns samtidigt. Detta begrepp anges dock inte explicit i texten utan det har lämnats till hans kritiker att uttolka en stor del av den bakomliggande teorin i Campanas arbete.
Det ursprungliga manuskriptet hittades 1971 och det visar att Campara inte bara skrivit ner den ursprungliga texten perfekt utan dessutom nästan fördubblat dess omfång.

### Senare år
År 1915 började Campana åter en resa utan fast mål och passerade denna gång Turin, Domosossola och sedan Florens. År 1916 försökte han förgäves få anställning. En rad av konflikter med journalister och författare lade hinder ivägen.
År 1918 Campana blev åter intagen vid psykiatriska sjukhuset i Castel Pulci i Scandicci (Florens) där han skulle komma att stanna kvar fram till sin död. Den enda kvarvarande beskrivning av denna period av Campanas liv är intervjuerna med honom där av psykiatern Carlo Pariani, som så småningom publiceras 1938. 
Campana dog, till synes av en form av blodförgiftning på grund av okända faktorer, den 1 mars 1932. Hans kvarlevor ligger på kyrkogården i San Colombano inom Scandicci.